# Carl von Liebermeister

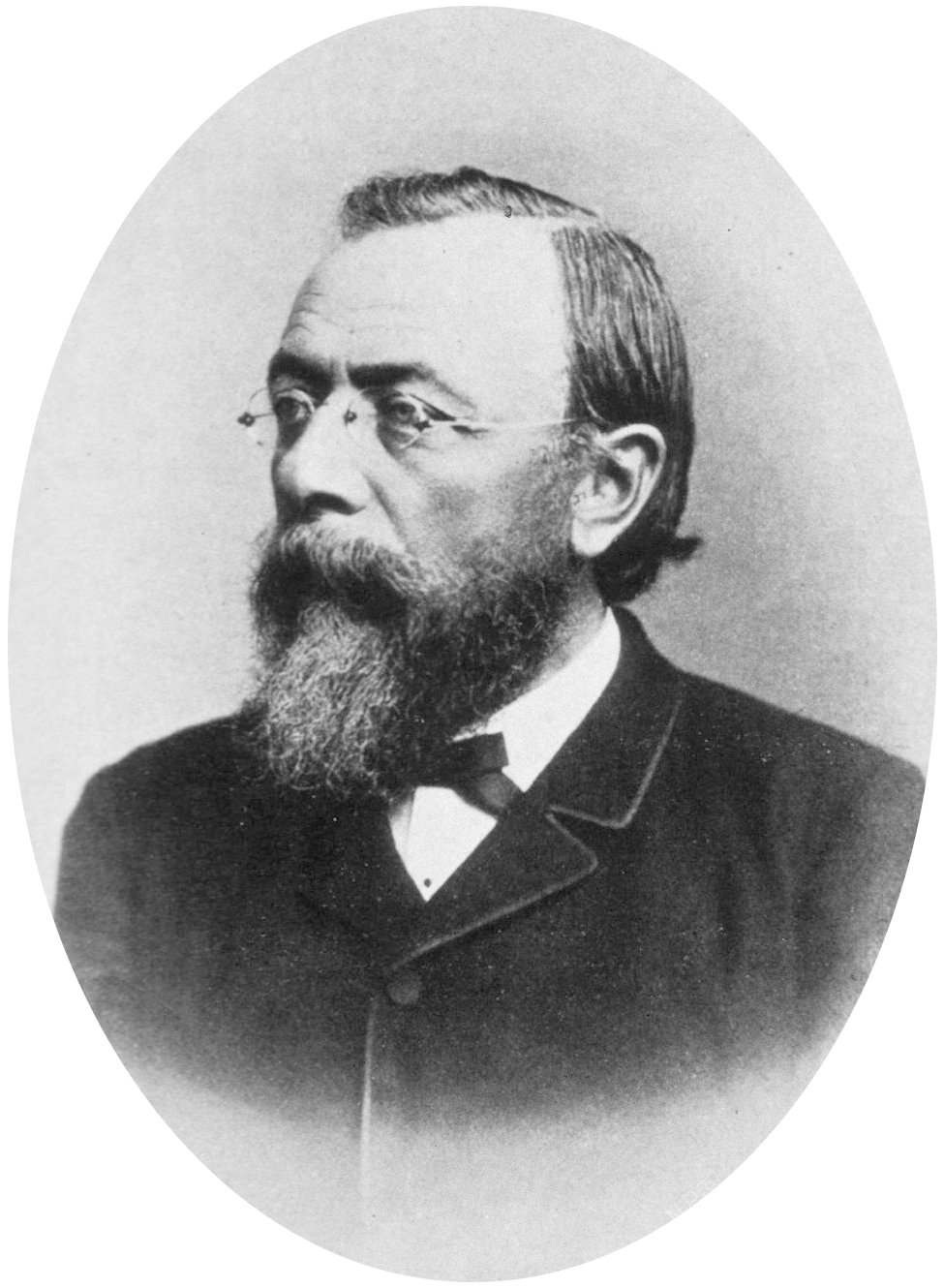
Carl von Liebermeister

Carl von Liebermeister, född 2 februari 1833 i Ronsdorf, död 24 november 1901 i Tübingen, var en tysk läkare. 
Liebermeister blev medicine doktor i Greifswald 1859, flyttade med sin lärare Felix von Niemeyer till Tübingen 1850, där han 1864 blev extra ordinarie professor i patologisk anatomi. Han utnämndes 1865 till ordinarie professor och föreståndare för den medicinska kliniken i Basel, men förflyttades 1871 till Tübingen. Han studerade främst feberbehandling. Hans Gesammelte Abhandlungen utkom 1889.